# Lamya Ben Malek
Lamya Ben Malek (en arabe : لميا بن مالك), née le 12 novembre 1998 à Casablanca, est une activiste marocaine en droits humains, militante féministe et influenceuse.

## Engagements associatifs
Championne de France de débat en 2018, Lamya Ben Malek est la fondatrice de JEEL Media, média en ligne consacrée à la jeunesse maghrébine et la cofondatrice du mouvement Aji Souwet, mouvement citoyen, civique et apolitique né en novembre 2020 pour réconcilier la jeunesse marocaine avec la politique. 
Alors étudiante en droit à l’université Paris-Nanterre, Lamya Ben Malek a également été élue présidente du club de débat Révoltes-toi Nanterre.
Lamya Ben Malek a été identifiée, par le journal Yabiladi, comme étant une figure contemporaine du féminisme marocain.